# Ameiva
Ameiva – rodzaj jaszczurek z rodziny tejowatych (Teiidae).

## Zasięg występowania
Rodzaj obejmuje gatunki występujące w Ameryce Centralnej, na Małych Antylach i w Ameryce Południowej.

## Systematyka

### Etymologia
- Ameiva: nazwa Ameiva pochodzi od wymarłego języka tupi, wprowadzona do nowożytnej literatury przez Georga Marggrafa[7]. Mimo że nazwa ta nie występuje w dostępnych słownikach języków tupi, spekuluje się, że pochodzi od skrócenia dwóch słów tupi: ambere i aíba oznaczających „jaszczurki, które nie nadają się do jedzenia” (aimbere lub ambere „ten, który się wije” oraz aíba „coś, co nie jest dobre do zjedzenia”). Marggraf mógł usłyszeć w 1640 roku od brazylijskich tubylców amberé – aíba, co oznaczało „wijące się, niejadalne jaszczurki”[7].
- Cnemidotus: gr. κνημιδωτος knēmidōtos „z sztylpami na”[8]. Gatunek typowy: Lacerta ameiva Linnaeus, 1758.
- Pachylobronchus: gr. παχυλος pakhulos „grubawy”[9]; βρογχος bronkhos „gardło”[10]. Gatunek typowy: Lacerta ameiva Linnaeus, 1758.

### Podział systematyczny
Do rodzaju należą następujące gatunki:
- Ameiva aggerecusans Koch, Venegas, Rödder, Flecks & Böhme, 2013
- Ameiva ameiva (Linnaeus, 1758) – amejwa pospolita[11]
- Ameiva atrigularis Garman, 1887[12]
- Ameiva bifrontata Cope, 1862
- Ameiva concolor Ruthven, 1924
- Ameiva fuliginosa (Cope, 1892)
- Ameiva jacuba Giugliano, Nogueira, Valdujo, Collevatti & Colli, 2013[13]
- Ameiva nodam Koch, Venegas, Rödder, Flecks & Böhme, 2013
- Ameiva pantherina Ugueto & Harvey, 2011[12]
- Ameiva parecis (Colli, Costa, Garda, Kopp, Mesquita, Péres, Valdujo, Vieira & Wiederhecker, 2003)
- Ameiva praesignis (Baird & Girard, 1852)[12]
- Ameiva provitaae Garcia-Perez, 1995
- Ameiva reticulata Landauro, García-Bravo & Venegas, 2015
- Ameiva tobagana Cope, 1879

Harvey i współpracownicy (2012) przenieśli do odrębnych rodzajów szereg gatunków zaliczanych we wcześniejszych publikacjach do rodzaju Ameiva. Autorzy przenieśli gatunek Ameiva vittata do rodzaju Contomastix, gatunek A. edracantha do rodzaju Medopheos, a gatunki A. anomala, A. bridgesii, A. chaitzami, A. festiva, A. leptophrys, A. niceforoi, A. orcesi, A. quadrilineata, A. septemlineata i A. undulata – do rodzaju Holcosus. Ponadto Harvey i współpracownicy wydzielają z gatunku A. bifrontata odrębny gatunek Ameiva concolor.